# 펨브로크셔

펨브로크셔

펨브로크셔(영어: Pembrokeshire, 웨일스어: Sir Benfro 시르 벤브로)는 웨일스 남서부에 위치한 주급 자치시로 행정 중심지는 해버퍼드웨스트이며 면적은 1,590km2, 인구는 122,400명(2011년 기준), 인구 밀도는 74명/km2이다. 북쪽으로는 아일랜드해, 서쪽으로는 대서양, 남쪽으로는 켈트해, 동쪽으로는 카마던셔, 북동쪽으로는 케레디기온과 접한다.